# Barnard (Vermont)
Pour les articles homonymes, voir Barnard.
Barnard est une ville du comté de Windsor au Vermont aux États-Unis. En 2010 la population était de 947 habitants.
|  | Bethel (Vermont) | Royalton (Vermont)  |
|  | Barnard          |                     |
|  |                  | Woodstock (Vermont) |